# Marolia variegata
Marolia variegata là một loài bọ cánh cứng trong họ Melandryidae. Loài này được Bosc miêu tả khoa học năm 1792.